# قرار مجلس الأمن التابع للأمم المتحدة رقم 927
قرار مجلس الأمن التابع للأمم المتحدة رقم 927، المتخذ بالإجماع في 15 حزيران / يونيو 1994، بعد التذكير بالقرارات 186 (1964)، 831 (1993) و889 (1993)، أعرب المجلس عن قلقه إزاء عدم إحراز تقدم في النزاع السياسي في قبرص ومدد ولاية قوة الأمم المتحدة لحفظ السلام في قبرص حتى 31 كانون الأول / ديسمبر 1994.
وعبر المجلس، في معرض استعراضه لتقرير الأمين العام بطرس بطرس غالي، عن قلقه من عدم وجود تخفيض كبير في عدد القوات الأجنبية أو الإنفاق الدفاعي. تمت دعوة جميع السلطات العسكرية على كلا الجانبين لضمان عدم وقوع أي حوادث على طول المنطقة العازلة والتعاون مع قوة الأمم المتحدة لحفظ السلام في قبرص، لا سيما فيما يتعلق بتمديد اتفاقية عدم التشغيل لعام 1989 لتغطية جميع مناطق المنطقة العازلة. وطُلب من الأمين العام إعادة النظر في هيكل وقوام قوة حفظ السلام بهدف إعادة هيكلتها إذا لزم الأمر.
تم حث جميع الأطراف المعنية على الالتزام بخفض القوات الأجنبية في قبرص وخفض الإنفاق الدفاعي، كخطوة أولى نحو انسحاب القوات غير القبرصية على النحو المقترح في "مجموعة الأفكار". كما طلب القرار من الأطراف، وفقًا للقرار 839 (1993)، الدخول في مناقشات بهدف حظر الذخيرة الحية وإطلاق النار من الأسلحة داخل نطاق المنطقة العازلة. تم حث قادة قبرص وشمال قبرص على تعزيز التسامح والمصالحة بين المجتمعين.
وطُلب من الأمين العام أن يقدم تقريراً إلى المجلس بحلول 15 كانون الأول / ديسمبر 1994، بينما لاحظ المجلس أنه سيجري استعراضاً شاملاً للحالة، بما في ذلك دور الأمم المتحدة في قبرص.

## روابط خارجية
- نص القرار في undocs.org